# Магнітометрична розвідка
Магнітометрична розвідка (рос. магнитометрическая разведка, англ. magnetic prospecting, magnetometric prospecting, magnetic survey, magnetic reconnaissance; нім. magnet[ometr]ische Prospektierung f, magnetische Erkundung f) — група геофізичних методів дослідження геологічної будови земної кори й розвідки корисних копалин, що базуються на вивченні магнітного поля Землі. Полягає у виявленні й вивченні магнітних аномалій, які виникають внаслідок неоднакового намагнічення різних гірських порід.
Магніторозвідка рудних родовищ із використанням компасу розпочалась у Швеції в 1640 р.